# مانولو هيريرو (لاعب كرة قدم)
مانولو هيريرو (بالإسبانية: Manuel Herrero Maestre)‏ هو لاعب كرة قدم ومدرب كرة قدم إسباني في مركز الوسط، ولد في 10 أكتوبر 1967 في بليانة في إسبانيا. لعب مع ريال مورسيا ونادي أونتينيينت ونادي إشبيلية ونادي كاستييون ونادي ليفانتي.